# Don Daglow
Don Daglow, född omkring 1953, är en amerikansk designer av data- och videospel. Han är mest känd för att ha designat en serie simulationsspel och rollspel, liksom det första baseboll-spelet och det första grafiska MMORPG-spelet. Han har också grundat spelföretaget Stormfront Studios 1988.

## Utmärkelser
2008 fick han utmärkelsen Technology & Engineering Emmy Award för spelet Neverwinter Nights, som var ett stort steg inom MMORPG.